# آق‌بیز
اسپیتاکاغبیور یا آق‌بیز (ترکی آذربایجانی: Ağbiz) یک منطقهٔ مسکونی در جمهوری آرتساخ است که در استان کاشاتاق واقع شده‌است.